# Listrognathus annulipes
Listrognathus annulipes là một loài tò vò trong họ Ichneumonidae.